# 2-氨基茚满
2-氨基茚满（缩写：2-AI）是一种含氮有机化合物，分子式C9H11N，可作为去甲腎上腺素轉運體（NET）与多巴胺轉運體（DAT）的选择性底物。